# Jamesdicksonia eleocharidis
Jamesdicksonia eleocharidis är en svampart som först beskrevs av Sawada ex L. Ling, och fick sitt nu gällande namn av Vánky 2004. Jamesdicksonia eleocharidis ingår i släktet Jamesdicksonia och familjen Georgefischeriaceae.   Inga underarter finns listade i Catalogue of Life.